# Juan Ruggiero
Juan Nicolás Ruggiero, alias «Ruggierito» (Barracas al Sur, Provincia de Buenos Aires, 24 de junio de 1895 - Avellaneda, Provincia de Buenos Aires, 21 de octubre de 1933), fue un político y hombre del hampa argentino.

## Biografía
Nacido en el seno de una familia humilde —su padre era carpintero— y numerosa, sólo estudió hasta cuarto grado, cuando dejó la escuela para ayudar a su padre. A temprana edad se convierte en autor de robos menores, hasta que la fama de su coraje en la defensa a tiros de un lupanar regenteado por don Enrique Barceló (llamado "Enrique el Manco"), hermano del caudillo conservador, en la calle Saavedra de Avellaneda, el conocido en la época como barrio de los prostíbulos, en el que fungía de guardián, llega a oídos del entonces intendente de Avellaneda y hombre fuerte del conservadurismo bonaerense, Alberto Barceló. 
Con sólo dieciocho años, Barceló lo introdujo en la política nombrándolo al frente de un subcomité del Partido Conservador, ubicado en la calle Pavón 252 de Avellaneda, a poca distancia del Riachuelo. El joven maleante y su banda controlarían los negocios del patrón (Barceló) derivados de la prostitución y el juego clandestino (ejes del financiamiento de la política conservadora de aquel tiempo), así como el fraude electoral, actividades que tenían por base los comités del partido. Llegaría a convertirse con el tiempo, haciéndose un nombre como pistolero audaz y fiel al partido, en la mano derecha de Barceló, su hombre de confianza.
Estuvo vinculado a Carlos Gardel, el gran cantante de tango, a través del Partido Conservador en razón de que el caudillo de Avellaneda (Barceló) fue quien le consiguió la cédula de identidad argentina al artista, para solucionar sus problemas de nacionalidad de cara a sus compromisos artísticos en el país y en el mundo. En pago a ese favor de vital importancia, Gardel amenizó con increíble éxito los actos políticos que los conservadores organizaban en Avellaneda. Más adelante, en el marco de esa relación estrecha con los conservadores de Avellaneda y con Ruggiero en particular, este le salvaría la vida al cantante al utilizar sus influencias cuando Gardel, luego de ser baleado en un confuso episodio del que logró sobrevivir (1915), temeroso de que fuera enviado otro sicario a terminar el trabajo, le solicitara que intercediese para disuadir a quienes lo querían matar, como en efecto lo hizo Ruggiero, gesto que Gardel nunca olvidaría.
Todo tipo de favores que desde su posición política (próximo al intendente) concediera a lo largo de años, acabarían por granjearle una inmensa popularidad en Avellaneda, lo cual pudo haberlo malquistado con personajes de mayor poder e influencia en el Partido Conservador bonaerense, precipitando su fin, cuyos autores materiales e instigadores jamás fueron establecidos. Murió asesinado la noche del 21 de octubre de 1933, de un disparo por la espalda de una pistola calibre 45.